# Kharagpur
Kharagpur là một thành phố và khu đô thị của quận Medinipur thuộc bang Tây Bengal, Ấn Độ.

## Địa lý
Kharagpur có vị trí 22°20′B 87°20′Đ / 22,33°B 87,33°Đ Nó có độ cao trung bình là 29 mét (95 feet).

## Nhân khẩu
Theo điều tra dân số năm 2001 của Ấn Độ, Kharagpur có dân số 207.984 người. Phái nam chiếm 52% tổng số dân và phái nữ chiếm 48%. Kharagpur có tỷ lệ 64% biết đọc biết viết, cao hơn tỷ lệ trung bình toàn quốc là 59,5%: tỷ lệ cho phái nam là 75%, và tỷ lệ cho phái nữ là 52%. Tại Kharagpur, 10% dân số nhỏ hơn 6 tuổi.